# Hellnight
Hellnight é um videogame lançado para PlayStation publicado pela Konami e desenvolvido pela Atlus. 

## Personagens
- Naomi Sugiura

- Kyoshi Kamiya

- Leroy Ivanoff

- Renée Lorraine